# Моше Цві Сегаль
Моше Цві Сегаль (23 січня 1904, Полтава — 25 вересня 1984, Єрусалим) — рабин, любавічеський хасид, громадський діяч, активний учасник і член керівництва багатьох єврейських рухів.

## Біографія
Народився 23 січня 1904 року (6 швата 5664 року за єврейським літочисленням) в Полтаві (Україна) в родині Авраама-Мордехая (сина Менахема) ха-Леві і Гені-Леї (дочки Нохума) Минкиной (ім'я Моше-Цві, імовірно, сімейне у Мінкін: їм же був названий двоюрідний брат рабина Сегаля по матері — рабин Моше-Цві Мінкін-Нерія, головний ідеолог руху Бней Аківа).
Навчався в ієшиві Світ. З 1922 року, після того, як єшива Світ перемістилася до Польщі, навчався в відділеннях ієшиви «Томхей Тмімім», яка в ході громадянської війни в Росії виявилися розкиданими по різних містах, захоплених більшовиками. Брав активну участь в діяльності любавічеських хасидів по зміцненню духу російського єврейства. Паралельно, вів активну напівпідпільну і підпільну діяльність в рамках сіоністської організації «Ховевей Ціон».
У 1924 році з батьками репатрійований в Палестину. Працював каменотесом. Навчався в ієшиві «Мерказ ха-Рав» і в педагогічному училищі рабина Еліезера-Меїра Ліфшиця. Брав участь в сільськогосподарських проектах в Галілеї (зокрема, в кібуці Кфар-Гілада).
Був членом першого осередку руху «Бейтар» в Палестині. Навчався в «Школі лідерів» цього руху. Під час візиту до цього навчального закладу засновника і головного ідеолога руху, Зєев Жаботинського, саме Сегаль було доручено виступити перед гостем з головною доповіддю. 15 серпня 1929 року (9 ава 5689 року) він став одним з організаторів і фактичним главою політичної демонстрації в Єрусалимі. З прапором в руках він провів колону демонстрантів від школи «Лемеля» до Стіни плачу з зупинкою на площі Ціон, де виголосив промову.
У тому ж році, під час заворушень, що призвели до жорстоких сутичок між арабським і єврейським населенням, Сегаль брав участь в організації оборони Тель-Авіва. Протягом наступних двох років займався організацією ефективної єврейської самооборони в Галілеї, а також популяризацією ідеї заохочення «єврейського праці» та партійною діяльністю в рамках «Бейтара».
Провів кілька днів під арештом за участь в демонстрації протесту під час візиту в Палестину британського заступника міністра у справах колоній. Незабаром після цього, 21 вересня 1931 року (в Йом-Кіпур 5691 роки), в порушення категоричної заборони влади, протрубив в шофар у Стіни плачу по завершенні молитви. Був негайно заарештований і доставлений в поліцейський відділок. Звільнений тільки після особистого втручання рабина Кука, який заявив, що не перерве пост, поки Сегаль не буде звільнений.
Навесні 1931 року повернувся до Єрусалиму, де очолив місцеве відділення «Бейтара». У тому ж році одружився з дочкою рава Шломо-Яакова Боровського, Рахелі, і очолив організацію охорони південних районів Єрусалима.
У 1932-1937 роках займався організацією бойових загонів ревізіоністів в Тель-Авіві. Організував кілька дрібних «акцій відплати». У 1937 році повернувся в Єрусалим і заснував організацію «Брит хашмонаім». У 1939 році заарештований разом з іншими керівниками бойових груп ревізіоністів.
Під час Другої світової війни брав активну участь в організації діяльності спочатку «Ірґун», а потім — «Лехі». Очолив єрусалимське відділення «Лехі». Під час блокади Єрусалиму в ході палестинської війни 1947—1949 років увійшов до ради оборони міста.
У 1948-1953 роках брав активну участь в діяльності релігійно-сіоністського політичного руху «Ха-Поель ха-Мізрахі». У 1953 році приєднався до засновників поселення Кфар-Хабад. Займався сільськогосподарською діяльністю. Очолив секретаріат Кфар-Хабаду. Став одним з творцем молодіжного відділення «Об'єднання хасидів Хабаду» (Цеірей Агудат Хабад).
Після Шестиденної війни Сегаль ініціював відновлення діяльності історичної хабадської синагоги Старого міста — «Цемах Цедек». Очолив раду жителів єврейського кварталу Старого міста, а також організацію «Аль хар ха-Шем», яка ставила собі за мету повернення Храмової гори під єврейський контроль.
Помер 25 вересня 1984 року (в Йом-Кіпур 5746 року за єврейським літочисленням). Похований на Оливній горі.

## Вшанування
Його ім'ям названа площа неподалік від гори Сіон.

## Родина
У рабина Сегаля семеро дітей. Всім їм він дав оригінальні, особисто вигадані, імена: Ішавам, Узіт, Алігаль, Цафріра, Ромема, Амішар, Ядон. Багато онуки рабина Сегаля також носять оригінальні імена, винайдені їх батьками.